# علم الإجرام الأخضر
علم الإجرام الأخضر هو فرع من فروع علم الإجرام يتضمن دراسة الأضرار والجرائم المرتكبة بحق البيئة بمفهوم واسع، بما في ذلك دراسة القانون البيئي والسياسة البيئية، ودراسة الجرائم التي ترتكبها الشركات بحق البيئة، والعدالة البيئية من منظور علم الإجرام.

## الأصل
طرح مايكل جاي. لينش في عام 1990 مصطلح «علم الإجرام الأخضر»، وتوسع فيه في كتاب نانسي فرانك ومايكل جاي. لينش لعام 1992 جريمة الشركة، عنف الشركة الذي تقصّى الأصول السياسية الاقتصادية للظلم الأخضر والجريمة الخضراء، ونطاق القانون البيئي. أصبح المصطلح أكثر استخدامًا بعد نشر بيرس بيرنه ونيغال ساوث عام 1998 قضية خاصة بعلم الإجرام الأخضر في مجلة ثيوريتيكال كريمينولوجي (علم الإجرام النظري). بدأ علم الإجرام الأخضر يظهر مؤخرًا في مناهج جامعية وكتب مدرسية في علم الإجرام والاختصاصات الأخرى.
توسعت دراسة علم الإجرام الأخضر بشكل كبير مع مرور الوقت، ودعمته مجموعات مثل المجموعة العاملة في مجال علم الإجرام الأخضر الدولية. هناك ترابط وتأثيرات نظرية وتجريبية هجينة بين دراسة علم الإجرام الأخضر التي تركز على الأضرار والجرائم البيئية، وعلم الإجرام السائد، والعدالة الجنائية، التي يدرس فيها علماء الجريمة «تخضير» مؤسسات العدالة الجنائية وتطبيق ممارسات لتصبح أكثر استدامة بيئيًا وإشراك الناس الموجودين في السجن أو تحت المراقبة في مبادرات العدالة البيئية.

## المقاربات
على الرغم من أن علم الإجرام الأخضر قد اقتُرح في البداية بصفته مقاربة سياسية اقتصادية لدراسة الضرر والجريمة والقانون والعدالة البيئية، فهناك الآن أنواع عديدة لعلم الإجرام الأخضر كما هو ملُاحَظ في الأسفل.

### مقاربة الاقتصاد السياسي، والعدالة البيئية، وروتين الإنتاج المتعب
أتت الأرضية الأولية لعلم الإجرام الأخضر من النظرية والتحليل السياسيين الاقتصاديين. في مقالته الأصلية عام 1990، اقترح لينش علم الإجرام الأخضر بصفته امتدادًا لعلم الإجرام الراديكالي وتركيزه على النظرية والتحليل السياسيين الاقتصاديين. في وجهة النظر هذه، كان من المهم فحص الأبعاد السياسية الاقتصادية للجريمة والعدالة الخضراء من أجل فهم القضايا البيئية الرئيسية في زمننا وكيفية اتصالها مع الرأسمالية السياسية والاقتصادية. وسّع لينش وباول ب. ستريتسكي المقاربة السياسية الاقتصادية في مقالتين إضافيتين نُشِرتا في ذا كريتيكال كريمينولوجيست. في هاتين المقالتين، وسع لينش وستريتسكي نطاق علم الإجرام الأخضر حتى ينطبق على العدالة البيئية، وأتبعا هذا العمل بسلسلة من الدراسات التي تتناول المخاوف المتعلقة بالعدالة البيئية، وتوزع الجرائم والأخطار البيئية، ودراسات تجريبية عن حركات العدالة البيئية وتنفيذها. لاحقًا، بالعمل مع مايكل إيه. لونغ ثم مع كيمبرلي ل. باريت، جرى تكييف التفسير السياسي الاقتصادي والدراسات التجريبية للجرائم الخضراء لتشمل منظورًا عن التأثير الهيكلي لروتين الإنتاج المتعب على خلق جرائم خضراء مستمدّة من عمل آلان شنايبرغ، وعلم اجتماع البيئة، والاشتراكية الإيكولوجية، والماركسية الإيكولوجية. من خلال تطور المقاربة السياسية الاقتصادية إلى علم الإجرام الأخضر، استفاد الباحثون بشكل كبير من الأدب البيئي والعلمي، بالإضافة إلى التحليل التجريبي الذي أصبح من مميزات هذه المقاربة ومُفرّقًا لها عن الأنواع الأخرى من علم الإجرام الأخضر.

### الدراسات الحيوانية اللانتواعية وغير البشرية
ثاني أكبر نوع لعلم الإجرام الأخضر هو الحجة اللانتواعية التي اقترحها بيرس بيرنه. من وجهة نظر بيرنه، فإن دراسة الأضرار المرتكبة بحق الحيوانات غير البشرية هي موضوع إجرامي هام يتطلب الانتباه، وفي نفس الوقت يرسم حدود النظريات الإجرامية الحالية حول الجريمة/الضرر، والقانون، والعدالة مع تركيزها بشكل حصري تقريبًا على البشر. تتضمن هذه المقاربة أيضًا نقاشات حول حقوق الحيوان. إن مقاربة بيرنه لعلم الإجرام الأخضر لها أثر كبير، وهناك الآن عدد كبير من الدراسات ضمن أدب علم الإجرام الأخضر تركز على الجرائم الحيوانية غير البشرية واضطهاد الحيوان. بالإضافة إلى دراسات اضطهاد الحيوان، التي يشملها نطاق الدراسات الحيوانية غير البشرية، هناك تلك التي تركز على التجارة غير القانونية بالحيوانات البرية، والصيد غير القانوني، وتهريب الحيوانات البرية، والتجارة العالمية بأصناف الحيوانات المهددة بالانقراض. إن الكثير من دراسات علم الإجرام المتعلقة بهذا الجزء من البحث هي نظرية أو نوعية. استكشف رون كلارك وعدد من زملائه الدراسات التجريبية للتجارة غير القانونية بالحيوانات، وأصبح ذلك مقاربة مفيدة لدراسة الجرائم الخضراء. تعتمد مقاربة كلارك على نظرية الإجرام التقليدية مثل نظرية الاختيار العقلاني ونظرية فرصة الجريمة، ومن ثم فهي ليست من ضمن التيار الرئيسي لمقاربات علم الإجرام الأخضر. ومع ذلك، جذبت مقاربة كلارك الانتباه إلى التفسيرات التجريبية الهامة للجرائم الخضراء.

### القرصنة البيولوجية والجرائم البيئية
على غرار المقاربة السياسية الاقتصادية لكن دون التعمق في النظرية الاقتصادية السياسية، اكتشف بعض اختصاصيو علم الإجرام الأخضر مسألة الجريمة الخضراء من خلال دراسة كيفية تأُثير سلوك الشركات في الجرائم الخضراء. من بين أمور أخرى، تشمل هذه المقاربة نقاشات حول الجرائم البيئية والأنشطة مثل القرصنة البيولوجية كما ناقشها نيغال ساوث. تُعد القرصنة البيولوجية جهدًا تبذله الشركات لتحويل المعرفة الأصلية إلى بضاعة، وتحويل المعرفة الأصلية والممارسات إلى منتجات مربحة، في الوقت الذي تحرم فيه السكان الأصليين من حقوقهم بهذه المعرفة وهذه المنتجات، وفي معظم الحالات، تجنب دفع مبالغ مالية للسكان الأصليين لقاء معرفتهم أو منتجاتهم. تتضمن القرصنة البيولوجية قضايا العدالة الاقتصادية والاجتماعية للسكان الأصليين. تُصنَّف هذه الأنواع من الجرائم على أنها جرائم إيكولوجية، مصطلح مرتبط بعمل ريس والترز. من الأمور الأخرى المتضمنة أيضًا في دراسة الجرائم الإيكولوجية تحليل السلوكيات الأخرى الضارة بيئيًا للشركات، مثل إنتاج الأطعمة المعدلة وراثيًا وأشكال مختلفة من التلوث السام.

### الإبادة الجماعية
تصف الإبادة الجماعية محاولات تجريم الأنشطة البشرية التي تسبب أضرارًا جسيمة من تدمير أو فقدان للنظم الإيكولوجية في منطقة معينة، والتي تؤثر سلبًا على صحة الأنواع الموجودة ضمن هذه الأنظمة البيئية ورفاهها بما في ذلك البشر. تتضمن الإبادة الجماعية تجاوزات تنتهك مبادئ العدالة البيئية والعدالة الإيكولوجية وعدالة الأنواع. عندما يحدث ذلك نتيجة لتصرف بشري، يجادل المؤيدون له بأن الجريمة قد وقعت. على أي حال، لم تقبل الأمم المتحدة ذلك بعد على أنه جريمة دولية.